# Øster Jølby
Øster Jølby er en lille by på øen Mors med 715 indbyggere  (2024), beliggende 20 kilometer syd for Thisted og 10 kilometer nordvest for Nykøbing. Nabobyen Erslev ligger to kilometer mod øst.
Byen ligger i Region Nordjylland og hører til Morsø Kommune. Øster Jølby er beliggende i Øster Jølby Sogn.

## Om byen
Byen er kendt for Det Ottekantede Forsamlingshus, et ottekantet og fredet forsamlingshus fra 1876 og dermed et af Danmarks ældste.

## Personer fra Øster Jølby
- Frode Jakobsen
- Rune Haaning Thøgersen